# Боровикова
Боровико́ва (рос. Боровикова) — присілок у складі Байкаловського району Свердловської області. Входить до складу Баженовського сільського поселення.
Населення — 50 осіб (2010, 109 у 2002).
Національний склад населення станом на 2002 рік: росіяни — 98 %.